# Ходжаи-Аало
Ходжаи-Аало (тадж. Хоҷаи Аъло), прежде Октябрь — село в Таджикистане, на киргизско-таджикской границе. Расположено на западном берегу реки Исфара, к юго-западу от села Чоркух, к западу от киргизского села Кёк-Таш. Административно относится к джамоату Чоркух Исфаринского района Согдийской области. Находится в 8 км от центра джамоата и в 29 км центра района. 
Село является предметом территориального спора. На некоторых картах оно показано как находящееся на территории Кыргызстана . 
Село неоднократно становилось местом конфликтов из-за территории и водных ресурсов, в том числе конфликта на киргизско-таджикской границе в 2021 году.
В селе находится таджикистанская пограничная застава, которая в ходе боевого столкновения в мае 2021 году была захвачена киргизским пограничным отрядом специального назначения «Бору» .
В сентябре 2022 года  Хистеварз, Ходжаи-Аъло, Куммазор, Овчикалача, Сурх, Исфара, Лаккон, Сомион, Бободжон-Гафуров, Чорбог, Канибадам, Богистон, Бустон попали под обстрелы и бомбардировки  Киргизских вооружённых сил.